# 中國旺旺

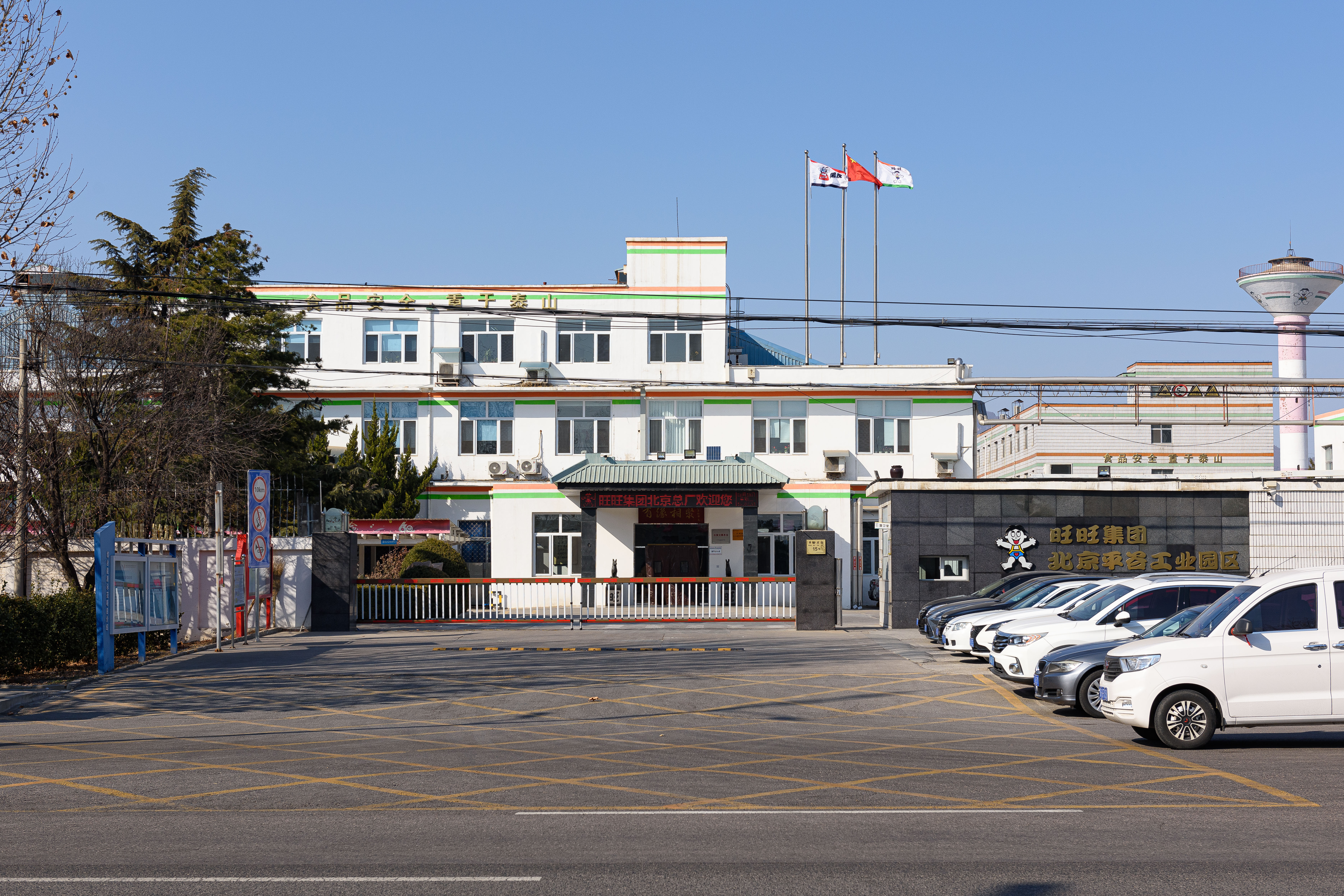
旺旺集團在北京市平谷区兴谷街道設廠

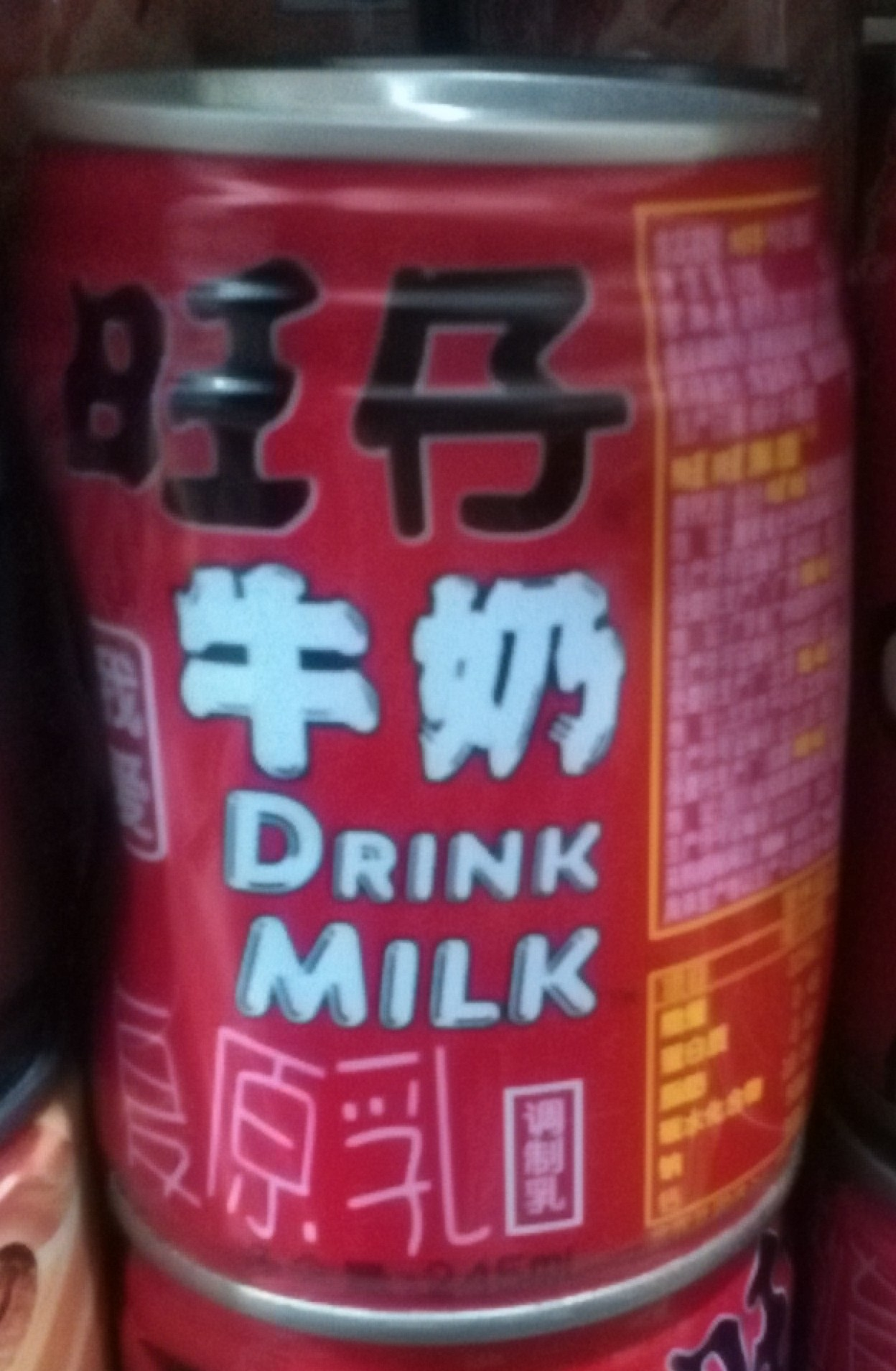
旺仔牛奶

中國旺旺控股有限公司（港交所：151）是中國大陸最大的食品和飲料製造商之一，也是台資旺旺集團的中國大陸子公司。產品包括旺旺品牌的米果、乳品、飲料、休閒食品及酒類。集團共經營31個生產基地及90家工廠，合共288條生產線。公司於2008年3月26日在香港交易所股票上市，招股價每股3.0港元。

## 歷史
2009年4月28日，中國旺旺台灣存託憑證（TDR）在臺灣證券交易所上市，募集32.55億元新台幣，存託憑證代號為9151。
2011年11月5日，恆生指數有限公司宣佈把康師傅和中國旺旺加入恆生指數成份股，2011年12月5日實施。
2013年，英國《經濟學人》報導，研究人員發現，中華人民共和國政府對中國旺旺的補貼，佔其2011年淨利的11.3%，估計為4700萬美元（約台幣13.92億）。
2013年8月，中國旺旺宣布因流通台灣存託憑證單位數少於1千萬個單位，申請台灣存託憑證下市。
2020年8月14日，恆生指數有限公司宣佈自恆生指數成份股剔除中國旺旺，2020年9月7日實施。
2020年11月13日，恆生指數有限公司宣佈自恒生中國企業指數成份股剔除中國旺旺，2020年12月7日實施。

## 外部連結
- 中國旺旺控股有限公司（页面存档备份，存于）